# Nicolas Isouard
Nicolas Isouard (Isoiar), także Nicolò, Nicolò de Malte (ur. 6 grudnia 1775 w Moście, zm. 23 marca 1818 w Paryżu) – francuski kompozytor.

## Życiorys
Urodził się na Malcie, był synem kupca z Marsylii. Jako dziecko został wysłany do szkoły w Paryżu, wrócił jednak na Maltę po wybuchu rewolucji w 1789 roku. Pobierał lekcje kompozycji u Michel-Ange’a Velli i kontrapunktu u Francesco Azopardiego. Następnie wyjechał do Włoch, gdzie studiował w Palermo u Giuseppe Amendoli oraz w Neapolu u Nicola Sali i Pietro Alessandro Guglielmiego. W 1794 roku debiutował we Florencji operą L’avviso ai maritati. W 1795 roku wrócił na Maltę i w latach 1795–1798 był organistą w kościele św. Jana w Valletcie. Od 1796 roku pełnił także funkcję kapelmistrza Zakonu Maltańskiego. Po zajęciu Malty przez Francuzów w 1798 roku został sekretarzem gubernatora i w 1800 roku, w obliczu inwazji angielskiej, ewakuował się wraz z francuskim personelem. Osiadł w Paryżu. W 1802 roku wspólnie z m.in. Luigim Cherubinim, Étienne Méhulem i François-Adrienem Boieldieu założył spółkę wydawniczą Le Magasin de Musique.
Był czołowym przedstawicielem francuskiej opery komicznej, rywalizował na tym polu z François-Adrienem Boieldieu. Ponadto pisał utwory wokalne o charakterze świeckim i religijnym (m.in. kantata La paix, ok. 1802).

## Opery
(na podstawie materiałów źródłowych)

- L’avviso ai maritati (1794)
- Artaserse (1794)
- Rinaldo d’Asti (ok. 1796)
- Il Barbiere di Siviglia (ok. 1796)
- L’improvisatia di campagna (1797)
- I due avari (ok. 1797)
- Ginevra di Scozia (ok. 1798)
- Il Barone d’Alba chiara (ok. 1798)
- Le Petit Page ou La Prison d’état (1800)
- Flaminius à Corinthe (1801)
- Le Tonnelier (1801)
- Michel-Ange (1802)
- La Statue ou La Femme avare (1802)
- Les Confidences (1803)
- Le Baiser et la quittance ou Une Aventure de garnison (1803)
- Le Médecin turc (1803)
- L’Intrigue aux fenêtres (1805)
- La Ruse inutile ou Les Rivaux par convention (1805)
- Léonce ou Le Fils adoptif (1805)
- La Prise de Passaw (1806)
- Idala ou La Sultane (1806)
- Les Rendez-vous bourgeois (1807)
- Les Créanciers ou Le Remède à la goutte (1807)
- Un Jour à Paris ou La Leçon singulière (1808)
- Cimarosa (1808)
- Cendrillon (1810)
- La Victime des arts (1811)
- La Fête au village (1811)
- Le Billet de loterie (1811)
- Le Magicien sans magic (1811)
- Lully et Quinault (1812)
- Le Prince de Catane (1813)
- Les Français à Venise (1813)
- Bayard à Mézières ou Le Siège de Mézières (1814)
- Joconde ou Les Coureurs d’aventures (1814)
- Jeannot et Colin (1814)
- Les Deux Maris (1816)
- L’Une pour l’autre ou L’Enlèvement (1816)
- Aladin ou La Lampe merveilleuse (dokończona przez Angelo Marię Benincoriego, 1822)